# Carex diandra
El càrex diandre (Carex diandra) és una espècie de càrex de la família de les ciperàcies, àmpliament distribuïda al llarg de l'hemisferi Nord.
És un espécie circumboreal que es va fent rara a mesura que es va cap a latituds més baixes. Als Països Catalans viu únicament a una petita població de la Vall d'Aran (a la zona perifèrica del Parc Nacional d'Aigüestortes i Estany de Sant Maurici) i possiblement a Andorra. Per aquesta raó està a l'annex 1 del catàleg de flora amenaçada de Catalunya.

## Descripció i distribució
Aquest càrex té una mida mitjana, encara que pot arribar fins a prop d'un metre d'alt. És dels que tenen les espigues totes iguals, habitualment bisexuals, separades entre elles, fet que dóna un aspecte allargassat a l'inflorescència, que mesura entre 2 o 3 cm (de vegades fins a 5) i te entre 5 a 10 espigues. Els utricles són petits (fins a 3 mm de llarg) amb una ala estreta i cilis al marge. Les fulles són molt estretes, de menys de 2 mm d'ample.
El càrex diandre viu a les vores de rierols i estanyols amb aigües fredes d'alta muntanya. A la península ibèrica és molt rar i només viu en 3 localitats confirmades de la serralada Cantàbrica i Pirineus. Tampoc és del tot segura la seva presència als Pirineus francesos, amb algunes citacions pendents de confirmar a l'Arieja.
Per això, malgrat que l'espècie en general no presenta problemes de conservació, les poblacions pirinenques, que estan molt separades de la resta, han estat catalogades com a espècie en perill, tant pel govern espanyol com per la Generalitat de Catalunya.

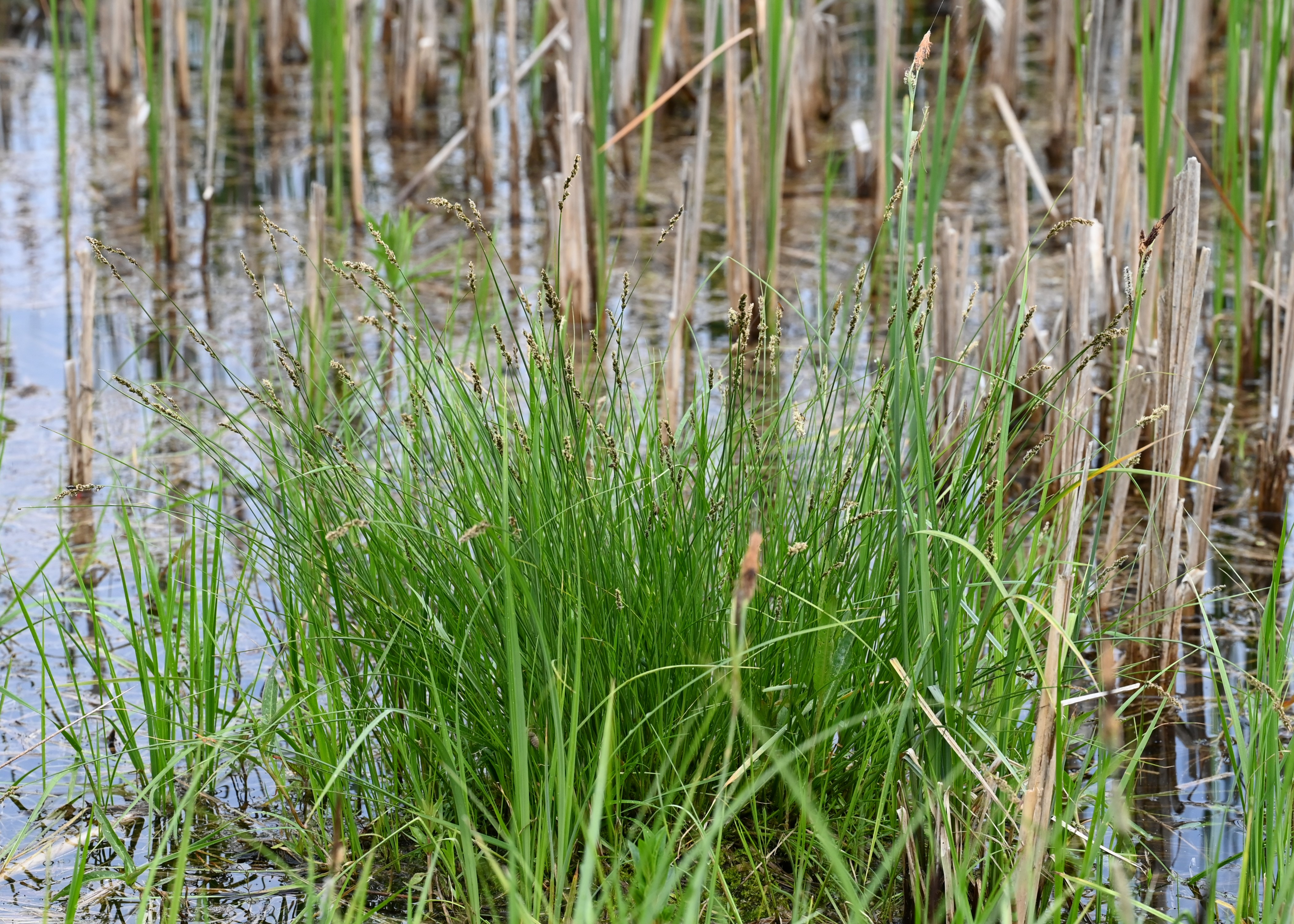
Aspecte general
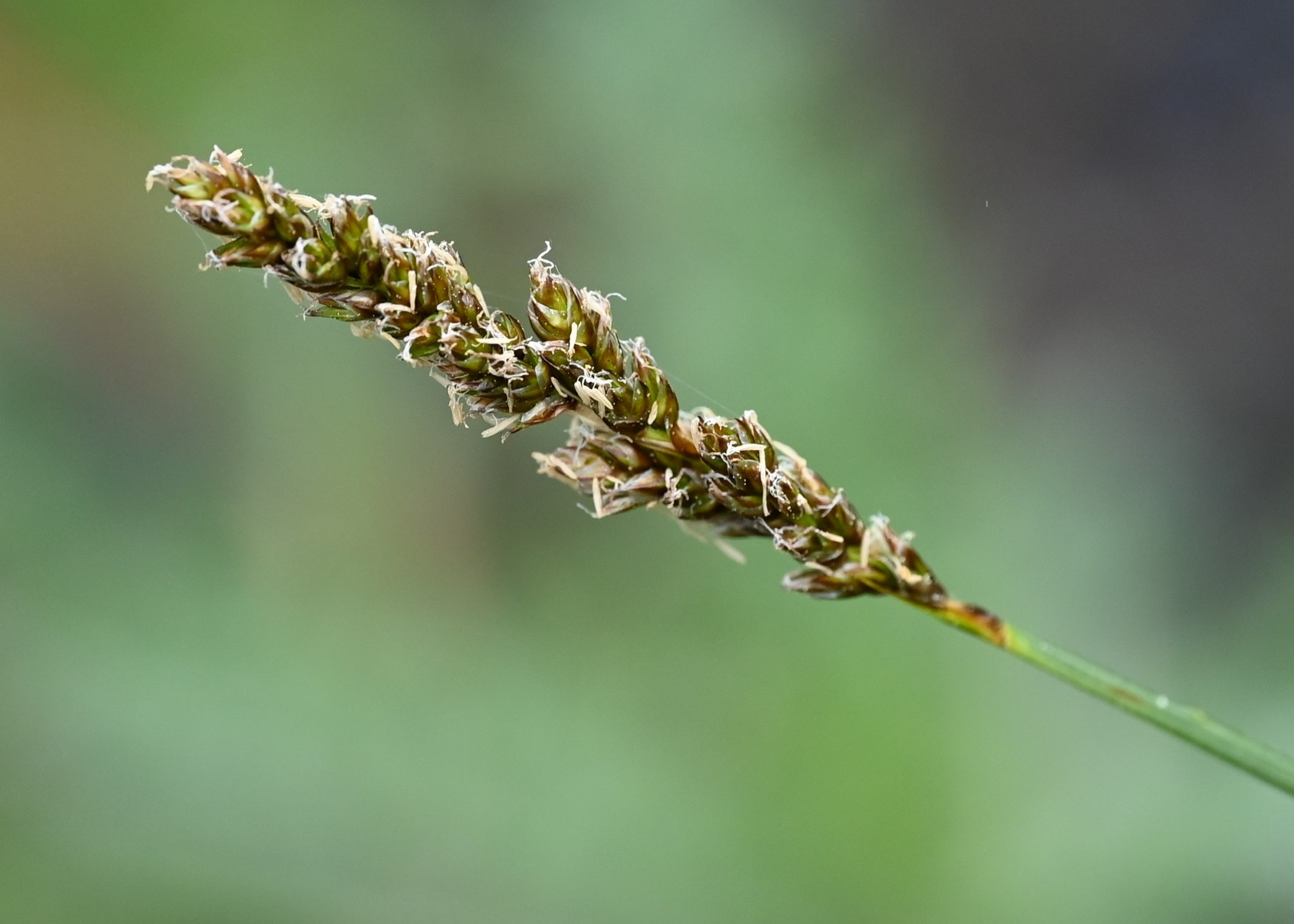
Detall de l'espiga en flor
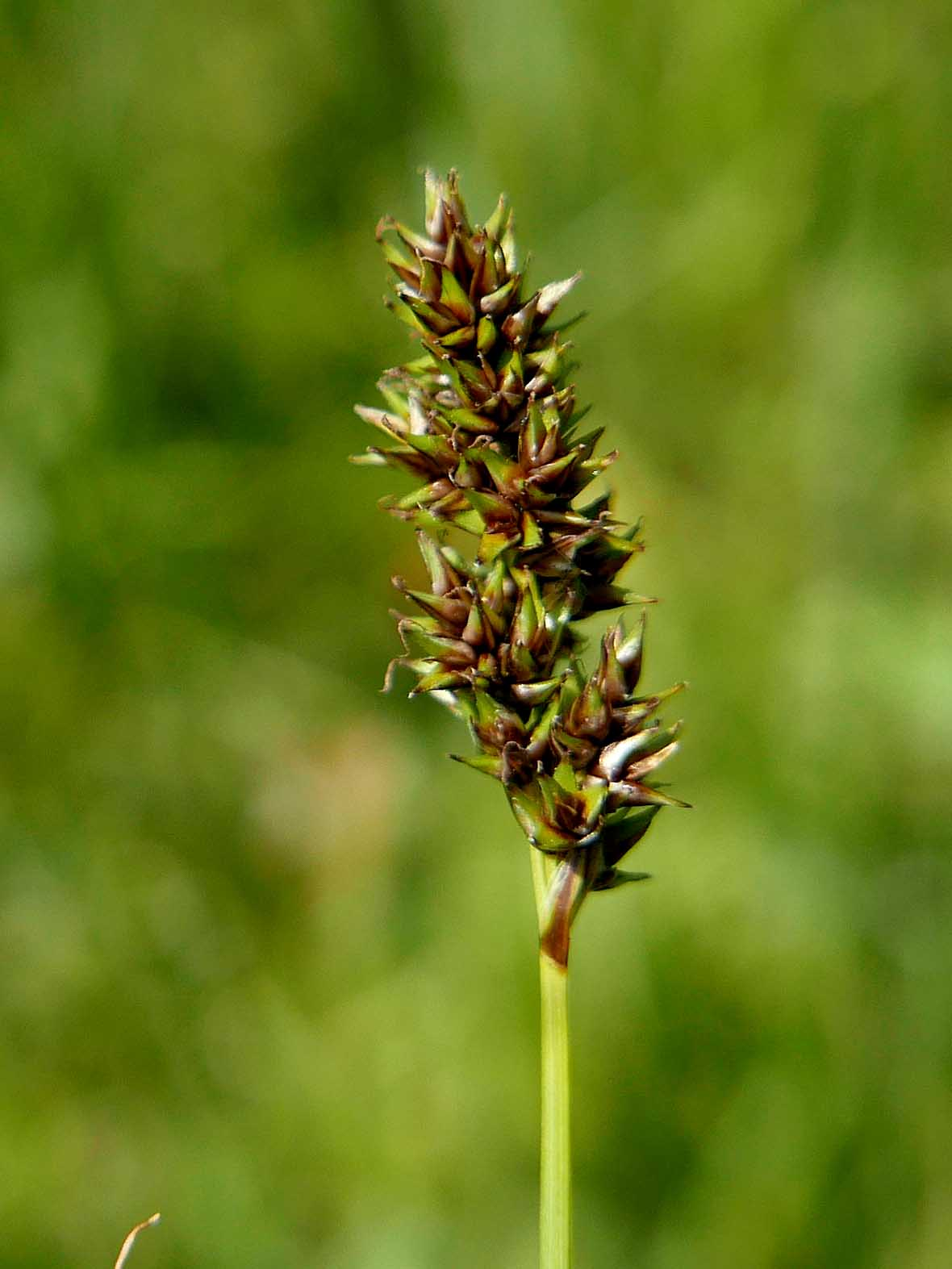
espiga amb els utricles desenvolupats
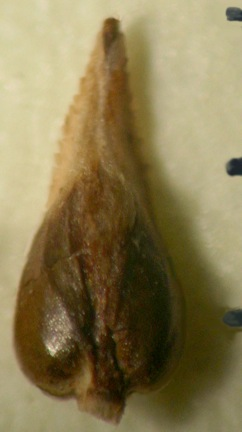
detall de l'utricle madur
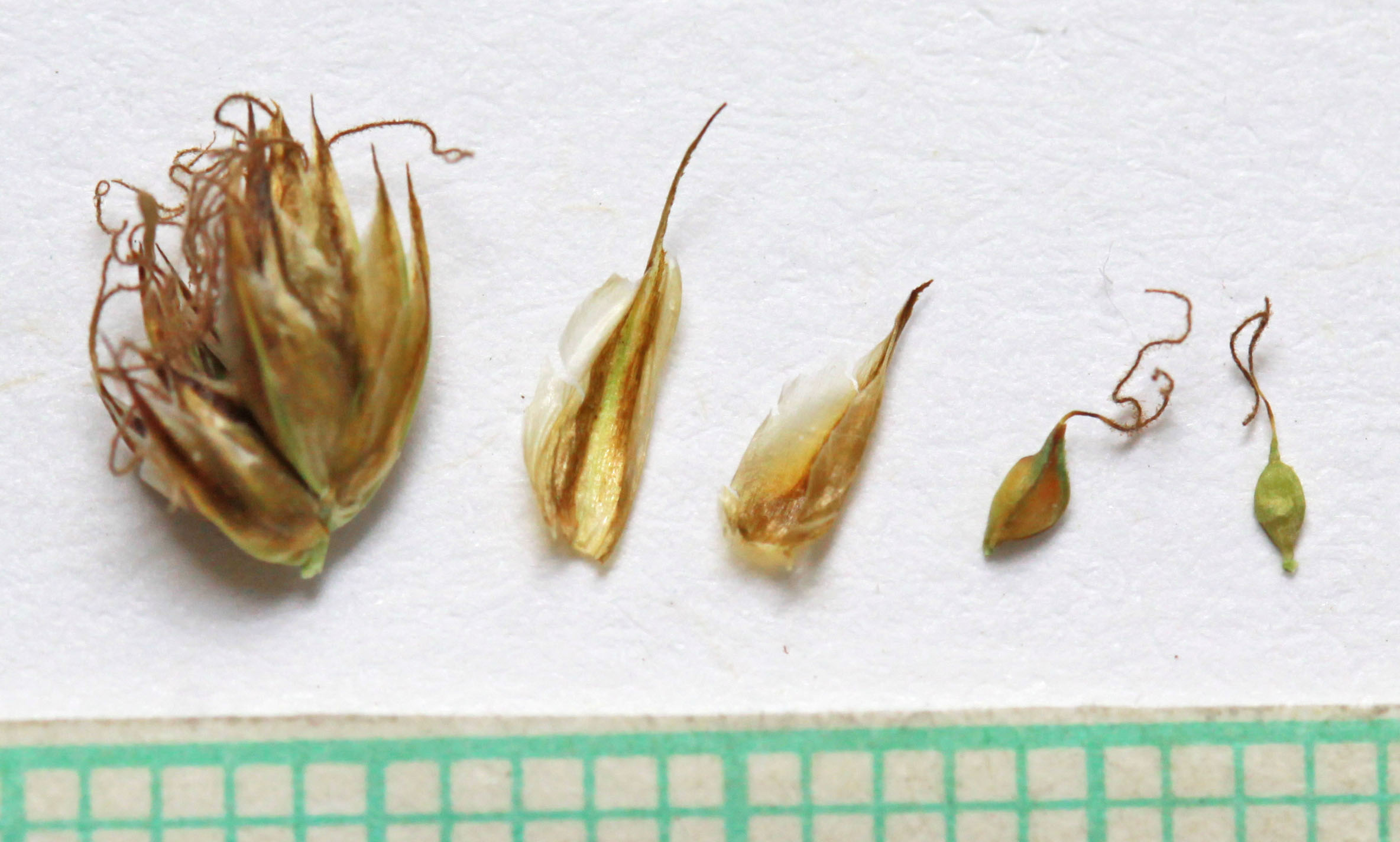
flor femenina